# No Trespassing
No Trespassing – dziewiętnasty album studyjny amerykańskiego rapera Too $horta. Został wydany 28 lutego 2012 roku. Prace nad płytą trały od 2011. Za produkcję podkładów muzycznych odpowiadali w głównej mierze Vincent VT Tolan i Exclusive, oraz inni. Gościnnie wystąpili między innymi 50 Cent, Snoop Dogg czy E-40. Jedyny singel pt. "Money on the Floor" został wydany 7 października 2011 roku, do którego stworzono teledysk. Także do niektórych utworów stworzono klipy. Album zadebiutował na miejscu 129. notowania Billboard 200 ze sprzedażą 5.000 egzemplarzy.

## Lista utworów
1. "What the Fuck"
2. "Got Her Like"
3. "Playa Fo Life" (featuring Dom Kennedy & Beeda Weeda)
4. "Trying to Come Up" (featuring C.O.)
5. "Cush Cologne" (featuring Rico Tha Kidd & DJ Upgrade)
6. "The Magazine" (featuring Chase Hattan)
7. "I Got Caught" (featuring Martin Luther)
8. "I'm a Stop" (featuring 50 Cent, Devin the Dude & Twista)
9. "Hog Ridin'" (featuring Richie Rich)
10. "Porno Bitch"
11. "Shut Up Nancy" (featuring Kokane)
12. "Boss" (featuring Silk-E)
13. "Hey" (featuring Silk-E)
14. "Money on the Floor" (featuring E-40)
15. "Double Header" (featuring Wallpaper)
16. "Respect the Pimpin" (featuring Snoop Dogg)
17. "Ba Boom Cha" (featuring Yung Lott, Rico Tha Kidd, DJ Upgrade, Ginger, & Prince Lefty)